# Mistrzostwa Świata w Lekkoatletyce 2023 – chód na 20 km mężczyzn
Chód na 20 km mężczyzn – jedna z konkurencji rozgrywanych podczas lekkoatletycznych mistrzostw świata w Budapeszcie.
Tytułu mistrzowskiego z 2022 nie obronił Toshikazu Yamanishi.

## Terminarz
Źródło: worldathletics.org.
| Data        | Godzina |       |
| ----------- | ------- | ----- |
| 19 sierpnia | 10:50   | Finał |

## Rekordy
Tabela prezentuje rekord świata, rekord mistrzostw świata, rekordy kontynentów oraz najlepszy wynik na listach światowych w sezonie 2023 przed rozpoczęciem mistrzostw.
|                            | Zawodnik        | Wynik   | Miejsce          | Data                  |
| -------------------------- | --------------- | ------- | ---------------- | --------------------- |
| Rekord świata              | Yūsuke Suzuki   | 1:16:36 | Nomi             | 15 marca 2015(dts)    |
| Rekord mistrzostw świata   | Jefferson Pérez | 1:17:21 | Paryż            | 23 sierpnia 2003(dts) |
| Rekord Afryki              | Samuel Gathimba | 1:18:23 | Nairobi          | 18 czerwca 2021(dts)  |
| Rekord Ameryki Północnej   | Julio Martínez  | 1:17:46 | Eisenhüttenstadt | 8 maja 1999(dts)      |
| Rekord Ameryki Południowej | Jefferson Pérez | 1:17:21 | Paryż            | 23 sierpnia 2003(dts) |
| Rekord Australii i Oceanii | Nathan Deakes   | 1:17:33 | Cixi             | 23 kwietnia 2005(dts) |
| Rekord Azji                | Yūsuke Suzuki   | 1:16:36 | Nomi             | 15 marca 2015(dts)    |
| Rekord Europy              | Yohann Diniz    | 1:17:02 | Arles            | 8 marca 2015(dts)     |
| Listy światowe             | Zhang Jun       | 1:17:38 | Taicang          | 8 kwietnia 2023(dts)  |

## Wyniki
Źródło: worldathletics.org.
| Pozycja | Zawodnik                         | Państwo                  | Czas    | Uwagi |
| ------- | -------------------------------- | ------------------------ | ------- | ----- |
| 01 !    | Álvaro Martín                    | Hiszpania                | 1:17:32 | WL    |
| 02 !    | Perseus Karlström                | Szwecja                  | 1:17:39 | NR    |
| 03 !    | Caio Bonfim                      | Brazylia                 | 1:17:47 | NR    |
| 4.      | Evan Dunfee                      | Kanada                   | 1:18:03 | NR    |
| 5.      | Christopher Linke                | Niemcy                   | 1:18:12 | NR    |
| 6.      | Aku Partanen                     | Finlandia                | 1:18:22 | NR    |
| 7.      | Brian Pintado                    | Ekwador                  | 1:18:26 | PB    |
| 8.      | Declan Tingay                    | Australia                | 1:18:30 | PB    |
| 9.      | Samuel Gathimba                  | Kenia                    | 1:18:34 | SB    |
| 10.     | Gabriel Bordier                  | Francja                  | 1:18:59 | PB    |
| 11.     | Francesco Fortunato              | Włochy                   | 1:19:01 |       |
| 12.     | Yūta Koga                        | Japonia                  | 1:19:02 | SB    |
| 13.     | Alberto Amezcua                  | Hiszpania                | 1:19:28 | PB    |
| 14.     | Rhydian Cowley                   | Australia                | 1:19:31 |       |
| 15.     | Koki Ikeda                       | Japonia                  | 1:19:44 |       |
| 16.     | Salih Korkmaz                    | Turcja                   | 1:19:49 | SB    |
| 17.     | César Rodríguez                  | Peru                     | 1:19:52 | NR    |
| 18.     | Andrés Olivas                    | Meksyk                   | 1:19:55 | SB    |
| 19.     | David Hurtado                    | Ekwador                  | 1:20:07 |       |
| 20.     | Jordy Jiménez                    | Ekwador                  | 1:20:08 | PB    |
| 21.     | Eiki Takahashi                   | Japonia                  | 1:20:25 |       |
| 22.     | Luis Henry Campos                | Peru                     | 1:20:56 | PB    |
| 23.     | Máté Helebrandt                  | Węgry                    | 1:21:16 | PB    |
| 24.     | Toshikazu Yamanishi              | Japonia                  | 1:21:39 |       |
| 25.     | Noel Chama                       | Meksyk                   | 1:21:51 |       |
| 26.     | Éider Arévalo                    | Kolumbia                 | 1:21:55 |       |
| 27.     | Vikash Singh                     | Indie                    | 1:21:58 |       |
| 28.     | Serhij Switłyczny                | Ukraina                  | 1:22:28 | SB    |
| 29.     | Zhang Jun                        | Chińska Republika Ludowa | 1:23:13 |       |
| 30.     | Andrea Cosi                      | Włochy                   | 1:23:28 |       |
| 31.     | José Alejandro Barrondo          | Gwatemala                | 1:23:33 |       |
| 32.     | José Luis Doctor                 | Meksyk                   | 1:23:35 |       |
| 33.     | João Vieira                      | Portugalia               | 1:23:37 |       |
| 34.     | Dominik Černý                    | Słowacja                 | 1:23:42 | PB    |
| 35.     | Paramjeet Singh Bisht            | Indie                    | 1:24:02 |       |
| 36.     | Max Batista Gonçalves dos Santos | Brazylia                 | 1:24:10 | PB    |
| 37.     | Wang Zhaozhao                    | Chińska Republika Ludowa | 1:24:23 |       |
| 38.     | Aleksandros Papamichail          | Grecja                   | 1:24:26 | SB    |
| 39.     | Diego García                     | Hiszpania                | 1:25:12 |       |
| 40.     | Kyle Swan                        | Australia                | 1:26:02 |       |
| 41.     | Nick Christie                    | Stany Zjednoczone        | 1:26:21 | SB    |
| 42.     | José Eduardo Ortiz               | Gwatemala                | 1:26:29 |       |
| 43.     | Jerry Jokinen                    | Finlandia                | 1:26:54 |       |
| 44.     | Niu Wenchao                      | Chińska Republika Ludowa | 1:27:26 |       |
| 45.     | Juan Manuel Cano                 | Argentyna                | 1:27:29 |       |
| 46.     | César Herrera                    | Kolumbia                 | 1:27:47 |       |
| 47.     | Akashdeep Singh                  | Indie                    | 1:31:12 |       |
| 48 !    | David Kenny                      | Irlandia                 | DNF     |       |
| 48 !    | Massimo Stano                    | Włochy                   | DNF     |       |
| 48 !    | Marius Žiūkas                    | Litwa                    | DQ      |       |